# Vuelta a Murcia 2008
La 28ª Vuelta a Murcia (oficialmente: Vuelta Ciclista a Murcia-Costa Cálida), disputada entre el 4 y el 8 de marzo de 2008, estuvo dividida en 5 etapas para un total de 653,8 km.
Participaron 13 equipos. Los 3 equipos españoles del UCI ProTeam (Saunier Duval-Prodir, Caisse d'Epargne y Euskaltel-Euskadi); y los 4 de categoría Profesional Continental (Contentpolis-Murcia, Andalucía-Cajasur y Karpin Galicia y Extremadura-Ciclismo Solidario). En cuanto a representación extranjera, estuvieron 6 equipos: los ProTeam del Rabobank, Astana y Team CSC; los Profesionales Continentales del Acqua & Sapone y Tinkoff Credit Systems; y el de categoría Continental portugués Liberty Seguros. Formando así un pelotón de 104 ciclistas con 8 corredores cada equipo.

## Etapas
| Etapa | Fecha      | Recorrido                                  | Km         | Ganador                   | Líder               |
| ----- | ---------- | ------------------------------------------ | ---------- | ------------------------- | ------------------- |
| 1ª    | 4 de marzo | San Pedro del Pinatar-Lorca                | 197,3      | Graeme Brown              | Graeme Brown        |
| 2ª    | 5 de marzo | Calasparra-Totana                          | 152,5      | José Luis Rubiera         | Aitor Pérez Arrieta |
| 3ª    | 6 de marzo | Puerto Lumbreras-San Pedro del Pinatar     | 146,0      | Juan José Haedo           | Aitor Pérez Arrieta |
| 4ª    | 7 de marzo | Alhama de Murcia-Aledo                     | 23,3 (CRI) | Alejandro Valverde        | Alejandro Valverde  |
| 5ª    | 8 de marzo | Urbanización Veneciona (San Javier)-Murcia | 134,9      | Koldo Fernández de Larrea | Alejandro Valverde  |

## Clasificaciones finales
| \| 1. \| Alejandro Valverde \| 16h 21' 01" \| \| 2. \| Stefano Garzelli \| + 2" \| \| 3. \| Alberto Contador \| + 6" \| \| 4. \| Toni Colom \| + 51" \| \| 5. \| Branislau Samoilau \| + 1' 13" \| \| 6. \| Íñigo Cuesta \| m.t. \| \| 7. \| Vasil Kiryienka \| + 1' 15" \| \| 8. \| José Luis Rubiera \| + 1' 19" \| \| 9. \| Carlos Sastre \| + 1' 27 \| \| 10. \| Ezequiel Mosquera \| + 1' 42 \| |                    |             |
| 1. | Alejandro Valverde | 16h 21' 01" |
| 2. | Stefano Garzelli   | + 2"        |
| 3. | Alberto Contador   | + 6"        |
| 4. | Toni Colom         | + 51"       |
| 5. | Branislau Samoilau | + 1' 13"    |
| 6. | Íñigo Cuesta       | m.t.        |
| 7. | Vasil Kiryienka    | + 1' 15"    |
| 8. | José Luis Rubiera  | + 1' 19"    |
| 9. | Carlos Sastre      | + 1' 27     |
| 10. | Ezequiel Mosquera  | + 1' 42     |

| \| 1. \| Koldo Fernández de Larrea \| 65 p. \| \| 2. \| Graeme Brown \| 61 p. \| \| 3. \| Juan José Haedo \| 50 p. \| |                           |       |
| 1. | Koldo Fernández de Larrea | 65 p. |
| 2. | Graeme Brown              | 61 p. |
| 3. | Juan José Haedo           | 50 p. |

| \| 1. \| Julián Sánchez Pimienta \| 14 p. \| \| 2. \| Alejandro Valverde \| 12 p. \| \| 3. \| Stefano Garzelli \| 10 p. \| |                         |       |
| 1. | Julián Sánchez Pimienta | 14 p. |
| 2. | Alejandro Valverde      | 12 p. |
| 3. | Stefano Garzelli        | 10 p. |

| \| 1. \| Alexander Serov \| 13 p. \| \| 2. \| Pablo Urtasun \| 12 p. \| \| 3. \| Jesús Rosendo \| 7 p. \| |                 |       |
| 1. | Alexander Serov | 13 p. |
| 2. | Pablo Urtasun   | 12 p. |
| 3. | Jesús Rosendo   | 7 p.  |

| \| 1. \| Astana \| 49h 29' 03" \| \| 2. \| Acqua & Sapone-Caffè Mokambo \| + 1' 04" \| \| 3. \| Caisse d'Epargne-Illes Balears \| + 1' 35" \| |                                |             |
| 1. | Astana                         | 49h 29' 03" |
| 2. | Acqua & Sapone-Caffè Mokambo   | + 1' 04"    |
| 3. | Caisse d'Epargne-Illes Balears | + 1' 35"    |

| \| 1. \| Alejandro Valverde \| 16h 21' 01" \| \| 2. \| Fran Pérez \| + 2' 39" \| \| 3. \| Eloy Teruel \| + 8' 34 \| |                    |             |
| 1. | Alejandro Valverde | 16h 21' 01" |
| 2. | Fran Pérez         | + 2' 39"    |
| 3. | Eloy Teruel        | + 8' 34     |